# ラスベガスグランプリ
ラスベガスグランプリ（ラスベガスGP、米: Las Vegas Grand Prix）は、2023年からアメリカ合衆国・ネバダ州ラスベガス郊外のラスベガス・ストリップに新設されたラスベガス・ストリップ・サーキットで開催されているF1世界選手権のレース。

## 概要
ラスベガスのカジノ街を貫くラスベガス・ストリップでは1981年から1982年にかけて、シーザーズ・パレスホテルの駐車場に作られたシーザーズ・パレス・グランプリ・サーキットで「シーザーズ・パレスグランプリ」が開催されていた。
シーザーズ・パレスグランプリのF1開催終了から約40年後の2021年よりF1の関係者がラスベガスを訪問し、2023年の初開催を前提に交渉。2022年3月31日、2023年からの開催決定がアナウンスされた。決勝レースは土曜日の22時スタートという極めて異例の形態となる。これにより、アメリカグランプリ（オースティン）とマイアミグランプリ（マイアミ）に続き、アメリカ国内で3レースが開催されることになった。
開催3年目を迎える2025年から、決勝レースのスタート時間が土曜日の20時と2時間早められる。

## 特筆すべきレース
- 2023年 - FP1の開始8分にマンホールカバー周辺のコンクリートのフレームが破損し、カルロス・サインツのマシンが大破してしまう。このアクシデントにより全てのマンホールを調査するためセッションはそのまま終了となり、FP2の開始も2時間半遅れで通常の60分から90分に延長され、警備上の問題から無観客で行われた。サインツはマシンの大破によりパワーユニットの交換が必要となり、10グリッド降格のペナルティが科せられた。レースはマックス・フェルスタッペンが制し、レッドブルチーム及びホンダ・RBPTパワーユニット（PU）は、2016年のメルセデスチーム及びPUを製造するメルセデスAMG・ハイパフォーマンス・パワートレインズの19勝を上回るシーズン20勝目を挙げた。

- 2024年 - フェルスタッペンが4年連続4回目のドライバーズチャンピオンを決めた。

## 過去の結果
| 年    | 決勝日   | ラウンド | サーキット | 優勝者                     | コンストラクター        | 結果 |
| ----- | -------- | -------- | ---------- | -------------------------- | ----------------------- | ---- |
| 2023  | 11月18日 | 22       | ラスベガス | マックス・フェルスタッペン | レッドブル-ホンダ・RBPT | 詳細 |
| 2024  | 11月23日 | 22       | ラスベガス | ジョージ・ラッセル         | メルセデス              | 詳細 |
| 出典: |          |          |            |                            |                         |      |

## 優勝回数

### ドライバー
| 回数  | ドライバー                 | 優勝年 |
| ----- | -------------------------- | ------ |
| 1     | マックス・フェルスタッペン | 2023   |
| 1     | ジョージ・ラッセル         | 2024   |
| 出典: |                            |        |

- 太字は2025年のF1世界選手権に参加するドライバー。

### コンストラクター
| 回数  | コンストラクター | 優勝年 |
| ----- | ---------------- | ------ |
| 1     | レッドブル       | 2023   |
| 1     | メルセデス       | 2024   |
| 出典: |                  |        |

- 太字は2025年のF1世界選手権に参加するコンストラクター。

### エンジン
| 回数  | メーカー     | 優勝年 |
| ----- | ------------ | ------ |
| 1     | ホンダ・RBPT | 2023   |
| 1     | メルセデス   | 2024   |
| 出典: |              |        |

- 太字は2025年のF1世界選手権に参加するメーカー。

1. ↑  2022年-2025年はホンダ・レーシング（HRC）が製造。

## 冠スポンサー
- ハイネケン・シルバー（2023年-）[11][12]